# Keith Armstrong
Keith ("Keke") Thomas Armstrong (Corbridge, 11 oktober 1957) is een voormalig profvoetballer uit Engeland, die speelde als aanvaller. Hij beëindigde zijn actieve loopbaan in 1990 bij de Finse club IFK Mariehamn en stapte daarna het trainersvak in. Armstrong won als manager in totaal vijf Finse landstitels en driemaal de Suomen Cup. Als speler kwam hij onder meer uit voor OPS Oulu, Newport County AFC, Scunthorpe United en Sunderland AFC.

## Erelijst

### Als speler
Oulun Palloseura
- Veikkausliiga

1979, 1980
 FC Kuusysi
- Veikkausliiga

1984

### Als trainer-coach
FC Haka
- Veikkausliiga

1998, 1999, 2000
- Suomen Cup

1997
 HJK Helsinki
- Veikkausliiga

2002, 2003
- Suomen Cup

2003, 2006